# Collinsia callosa
Collinsia callosa är en grobladsväxtart som beskrevs av Samuel Bonsall Parish. Collinsia callosa ingår i släktet collinsior, och familjen grobladsväxter. Inga underarter finns listade i Catalogue of Life.